# Setting Sons
| Recensione | Giudizio    |
| ---------- | ----------- |
| AllMusic   |             |
| Ondarock   | Consigliato |

Setting Sons è il quarto album del gruppo inglese dei The Jam, pubblicato nel 1979 dalla Polydor.

## Tracce
Lato A
1. Girl on the Phone - 2:57
2. Thick As Thieves - 3:40
3. Private Hell - 3:51
4. Little Boy Soldiers - 3:33
5. Wasteland - 2:52

Lato B
1. Burning Sky - 3:32
2. Smithers-Jones (Bruce Foxton) - 3:00
3. Saturday's Kids - 2:53
4. The Eton Rifles - 3:59
5. Heat Wave (Holland-Dozier-Holland) - 2:24